# V. Károly lotaringiai herceg
V. Károly Lipót lotaringiai herceg (franciául Charles Léopold duc de Lorraine, (németül Prinz Karl Leopold von Lothringen); (Bécs, 1643. április 3. – Wels, 1690. április 18.), 1675-től Lotaringia címzetes hercege, császári-királyi tábornagy, a törökellenes Szent Liga hadvezére, akinek vezetésével sikerült kiűzni a törököket Magyarországról. I. Lipót német-római császár, magyar és cseh király sógora, I. Ferenc német-római császár és Károly Sándor lotaringiai herceg nagyapja. Elterjedten nevezik Lotaringiai Károly (Charles de Lorraine; Karl von Lothringen) névformában is.

## Élete

### Származása, testvérei

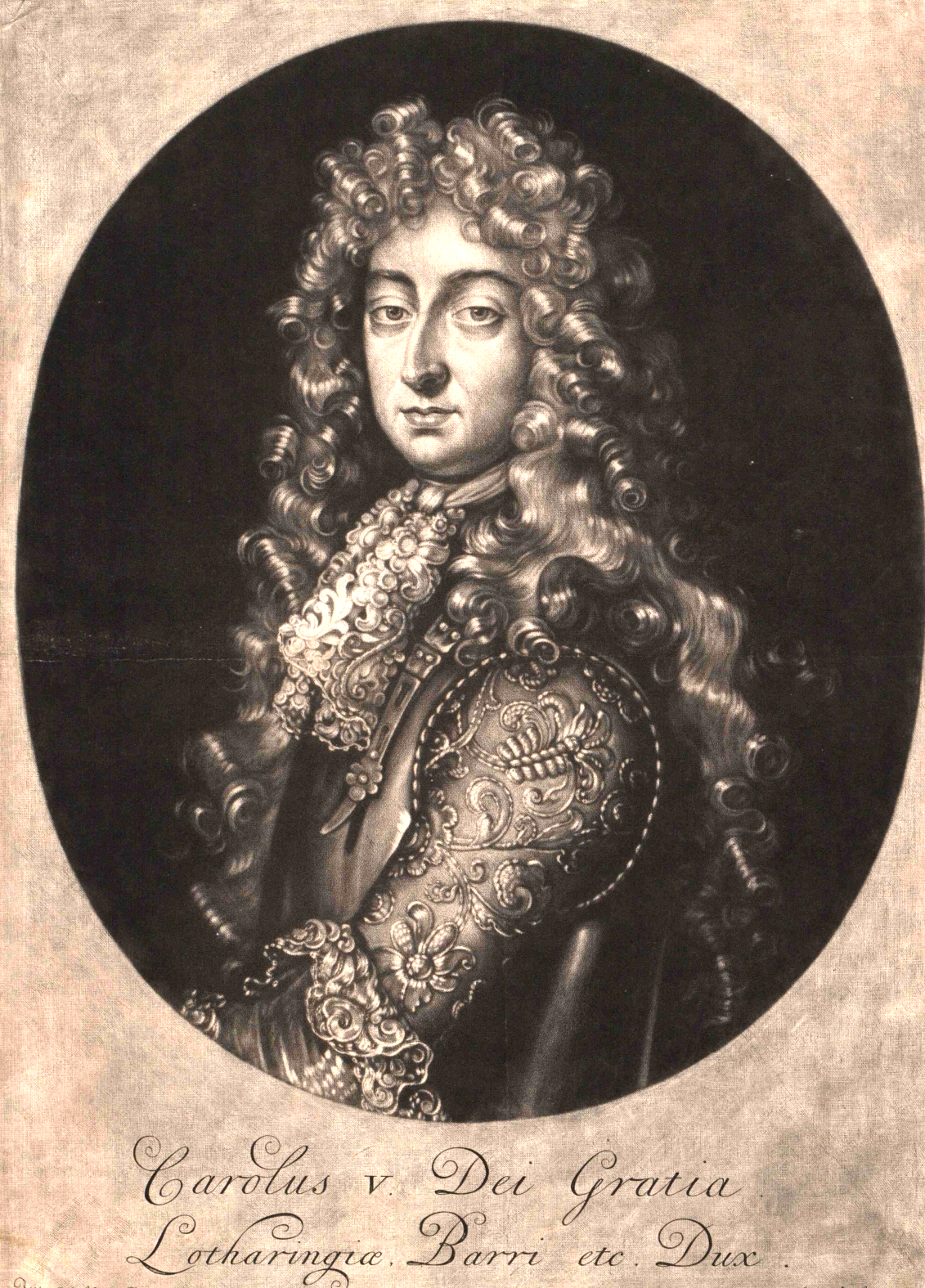
Az ifjú V. Károly lotaringiai herceg

Édesapja a Vaudémont-házból való Miklós Ferenc herceg (1609–1670) volt, Lotaringia uralkodó hercege, II. Ferenc lotaringiai hercegnek, Vaudémont grófjának fia.
Édesanyja (egyben apjának unokanővére) Claudia lotaringiai hercegnő volt (1612–1648), II. Henrik lotaringiai herceg (1563–1624) és Gonzaga Margit mantovai hercegnő (1591-1632) leánya.
Miklós Ferenc herceg 1635-ben elmenekült országából, amely francia megszállás alá került (a lotaringiai hercegek emiatt egészen 1697-ig csak címzetes hercegi címet viseltek). A szülők a Habsburg Birodalomba költöztek, házasságukból öt gyermek született, hárman érték meg a felnőttkort:
- Ferdinánd Fülöp, Lotaringia és Bar hercege (1639–1659).
- Károly Lipót herceg (1643–1690), V. Károly néven Lotaringia címzetes hercege.
- Anna Eléonóra (1645–1646), kisgyermekként meghalt.
- Anna Mária (*/† 1646)), kisgyermekként meghalt.
- Mária Anna Terézia lotaringiai hercegnő (1648–1661), a Remiremont kolostor főapátnője.

Károly Lipót herceget szülei egyházi pályára szánták. 1648-ban kinevezték a Saint-Dié káptalan nagyprépostjának, majd 1649-ben a Gorze-i apátság főapátjának. 1659-ben azonban elsőszülött bátyja, Ferdinánd Fülöp herceg (1639–1659) húszévesen meghalt, és Károly Lipót lett a Lotaringiai Hercegség örököse. Nagynénje révén örökölte még Bar hercegének címét is. Lemondott az egyházi életpályáról, a katonai karriert választotta, és 1663-ban a német-római birodalmi haderő szolgálatába állt.

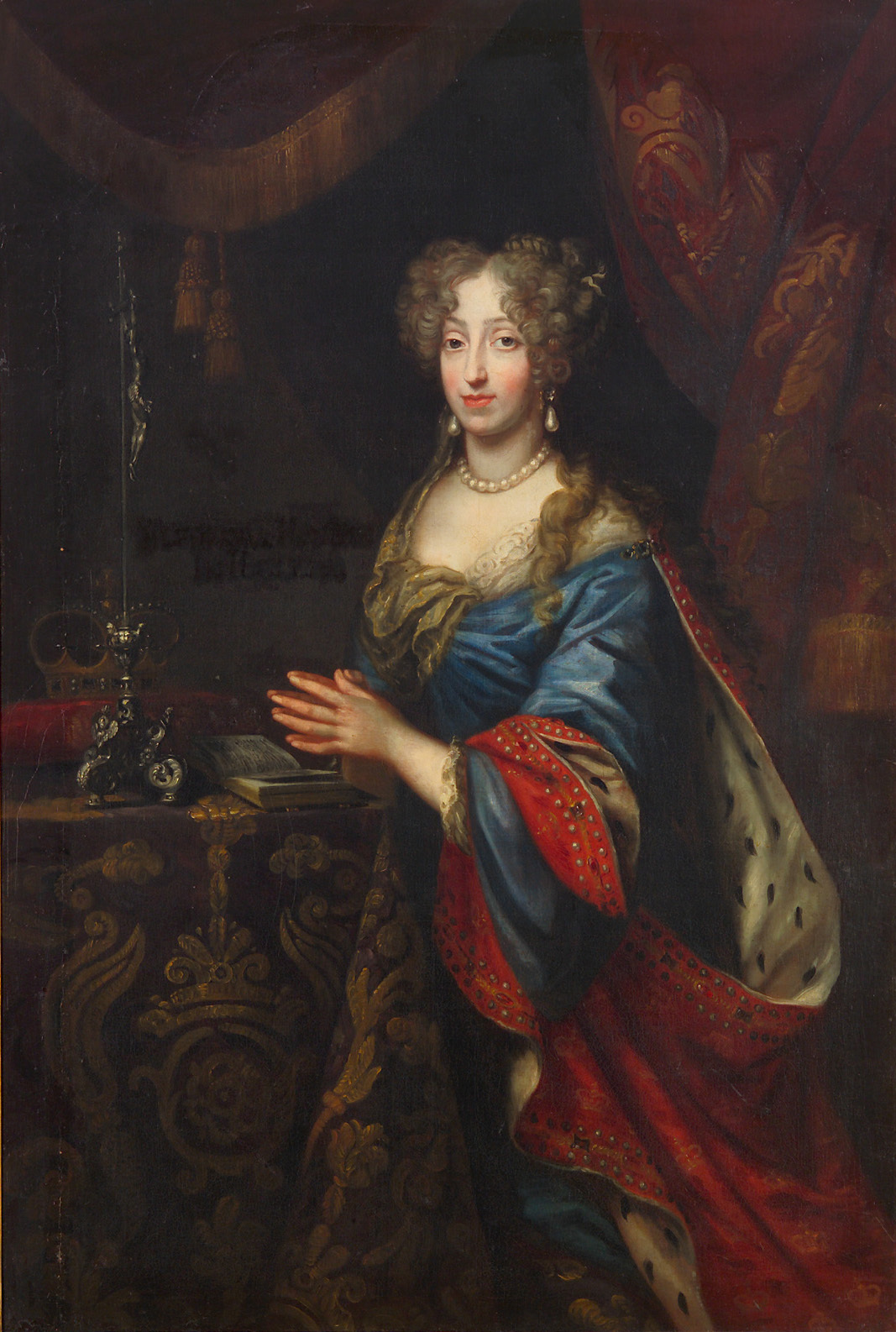
Eleonóra Mária Jozefa főhercegnő

### Házassága, gyermekei
Károly Lipót herceget ifjúkorában, 1662-ben eljegyezték a Savoyai-ház nemours-i mellékágából származó Marie-Jeanne-Baptiste de Savoie-Nemours hercegnővel (1644–1724) volt, Savoyai Károly Amadé hercegnek, Nemours 6. hercegének (Charles-Amédé de Savoie-Nemours, 1624–1652) és Élisabeth de Bourbon–Vendôme francia hercegnőnek leányával. XIV. Lajos francia király azonban Marie-Jeanne hercegnőt a frissen megözvegyült II. Károly Emánuelnek (1634–1675), Savoya uralkodó hercegének szánta, ezért 1665-ben felbontotta jegyességüket.
Sok évvel később, 1678-ban Károly herceg feleségül vette Habsburg Eleonóra Mária Jozefa főhercegnőt (1653–1697), III. Ferdinánd német-római császár harmadik feleségétől, Gonzaga Eleonóra mantovai hercegnőtől (1630–1686) született leányát, Wiśniowiecki Korybut Mihály lengyel király (1640–1673) özvegyét. Házasságukból hat gyermek született:
- Lipót József herceg (1679–1729), aki 1697-ben I. Lipót néven Lotaringia és Bar uralkodó hercege lett, és Erzsébet Sarolta orléans-i hercegnőt vette feleségül (az ő fiuk lett I. Ferenc német-római császár).
- Károly József(wd) herceg (1680–1715), Olmütz és Trier hercegérseke.
- Eleonóra (*/† 1682), születésekor meghalt.
- Károly Ferdinánd (1683–1685), kisgyermekként meghalt.
- József herceg (1685–1705), a császári haderő tábornagya.
- Ferenc József herceg (1689–1715), Szent Benedek-rendi pap, a Stablo-i bencés kolostor (ma: Stavelot, Belgium) és Malmedy bencés kolostor (Malmedy, Belgium) főapátja.

Feleségének, Habsburg Eleonóra főhercegnőnek féltestvére volt III. Ferdinánd császár első feleségétől, Habsburg Mária Anna spanyol infánsnőtől (1606–1646) született fia, I. Lipót császár (1640–1705), aki ilymódon Lotaringiai Károly herceg sógora is volt. Eleonóra főhercegnő biztosította gyermekeinek az anyja után járó Gonzaga-örökséget is.

### Katonai pályafutása

#### Fővezérség és címzetes hercegség
Károly herceg 1664. augusztus 1-jén kitüntette magát a szentgotthárdi csatában, ahol az európai keresztény szövetségesek (a bajor, brandenburgi, francia és szász királyságok haderői), Raimondo Montecuccoli tábornagy parancsnoksága alatt jelentős győzelmet arattak Ahmed Köprülü nagyvezír hadserege fölött (bár utána megkötötték a megalázó vasvári békét, amely kiszolgáltatta Magyarországot az Oszmán Birodalomnak). Károly herceg 1668–69-ben eredménytelenül pályázott a lengyel trónra. 1671-ben Johann von Sporck tábornagy parancsnoksága alatt harcolt Thököly kurucai ellen. Ő vezette a stájerországi Murau ostromát, majd a birodalmi lovasság parancsnokává nevezték ki, Montecuccoli parancsnoksága alatt. A francia–holland háború során, 1674. június 16-án Rajna menti Sinsheimnél vereséget szenvedett a Pfalzot végigpusztító Turenne francia marsall hadaitól. 1674-ben a németalföldi seneffe-i csatában a Nagy Condé ellen harcolva fejsebet kapott, de felgyógyult.
1675 szeptemberében kinevezték a birodalmi haderő főhadparancsnokának (generalissimusnak). Ugyanebben a hónapban hunyt el nagybátyja, IV. Károly lotaringiai herceg, Károly Lipót felvehette a Lotaringia (uralkodó) hercege címet. Hercegi címének legitim voltát az összes európai hatalom elismerte, Franciaország kivételével. XIV. Lajos francia király elfoglalva tartotta a hercegi államot, V. Károly herceget ezért hivatalosan Lotaringia címzetes hercegének („duc titulaire”) címezték. Némely krónikás „hercegség nélküli hercegnek” („le duc sans duché”) nevezte.
Még a francia–holland háború során, 1676-ban Károly herceg Badeni Hermann őrgróffal együtt részt vett a franciák által évek óta megszállva tartott birodalmi határerőd, a Rajna menti Philippsburg ostromában és visszafoglalásában. 1679-ben Tirol és Elő-Ausztria helytartójává nevezték ki.

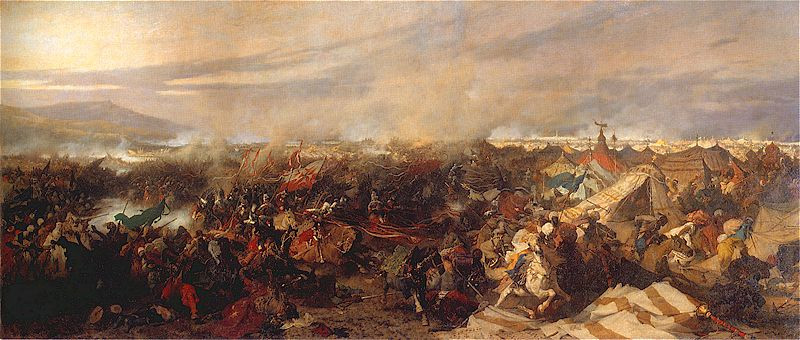
A kahlenbergi csata (1683. szeptember 12.)

#### Bécs felmentése
1683 júliusában Kara Musztafa nagyvezír 180 000 főnyi hadsereggel ostrom alá vette Bécset. A császári udvar elmenekült a városból, a védelmet Ernst Rüdiger von Starhemberg gróf tábornagyra bízták. A felmentő seregek Nyugat-Ausztriában és Bajorországban gyülekeztek, Lotaringiai Károly herceg fővezér, Savoyai Jenő tábornagy és Sobieski János lengyel király vezetése alatt. Július 29-én a pozsonyi csatában Lotaringiai Károly herceg szétverte a török szövetségeseként felvonuló Thököly Imre hadait. Szeptember 12-én hajnalban a keresztény szövetségesek megtámadták az ostromló had táborát. A kahlenbergi csatában megsemmisítő győzelmet arattak, felmentették a végveszélybe jutott császárvárost. A szétzilált török had Győrig futott. Az Udvari Haditanács úgy döntött, Magyarországon is folytatja a megvert ellenség üldözését. Október 9-én Sobieski János csapatai – súlyos veszteségek árán – elfoglalták Párkányt. Október 21-én Károly herceg császári csapatai, a lengyelekkel együtt bevették Esztergomot. December 25-én Belgrádban IV. Mehmed szultán kivégeztette Kara Musztafa nagyvezírt, akit háromszoros túlereje ellenére győztek le a Kahlenbergen.

#### Buda 1684-es ostroma
1684. március 5-én XI. Ince pápa kezdeményezésére megszületett a Szent Liga, a Habsburg Birodalom, a Lengyel Királyság, Velence és a pápa törökellenes szövetsége. 1684 tavaszán Károly herceg a birodalmi haderővel Buda elfoglalására indult. A 38 000 főnyi hadsereg június 18-án rohammal elfoglalta a visegrádi fellegvárat és a várost. Június 27-én Maximilian Lorenz von Starhemberg tábornagy (Ernst Rüdiger gróf öccse) vezetésével Vácnál szétvertek egy 17 000 fős török hadsereget, és elfoglalták a várost. Június 30. bevonultak a törökök által felgyújtott Pest városába. Július 14-én, Bécs ostrom alá vételének évfordulóján megkezdték a Budai Vár lövetését. A vár ellen intézett rohamokat a védők visszaverték. Az ostromlók veszteségei hatalmasra nőttek. Szeptember 22-én megérkezett a török felmentő sereg, amely támadásba ment át. A megromlott hadi helyzetben Károly herceg október 30-án elrendelte a visszavonulást. Az első ostrom kudarcáért és a súlyos veszteségekért Károly herceg – paradox, de jellemző módon – Ernst Rüdiger von Starhemberg tábornagyot, a bécsi Haditanács tagját tette felelőssé, aki a vállalkozást első pillanattól kezdve elhibázottnak tartotta, és ellenezte.

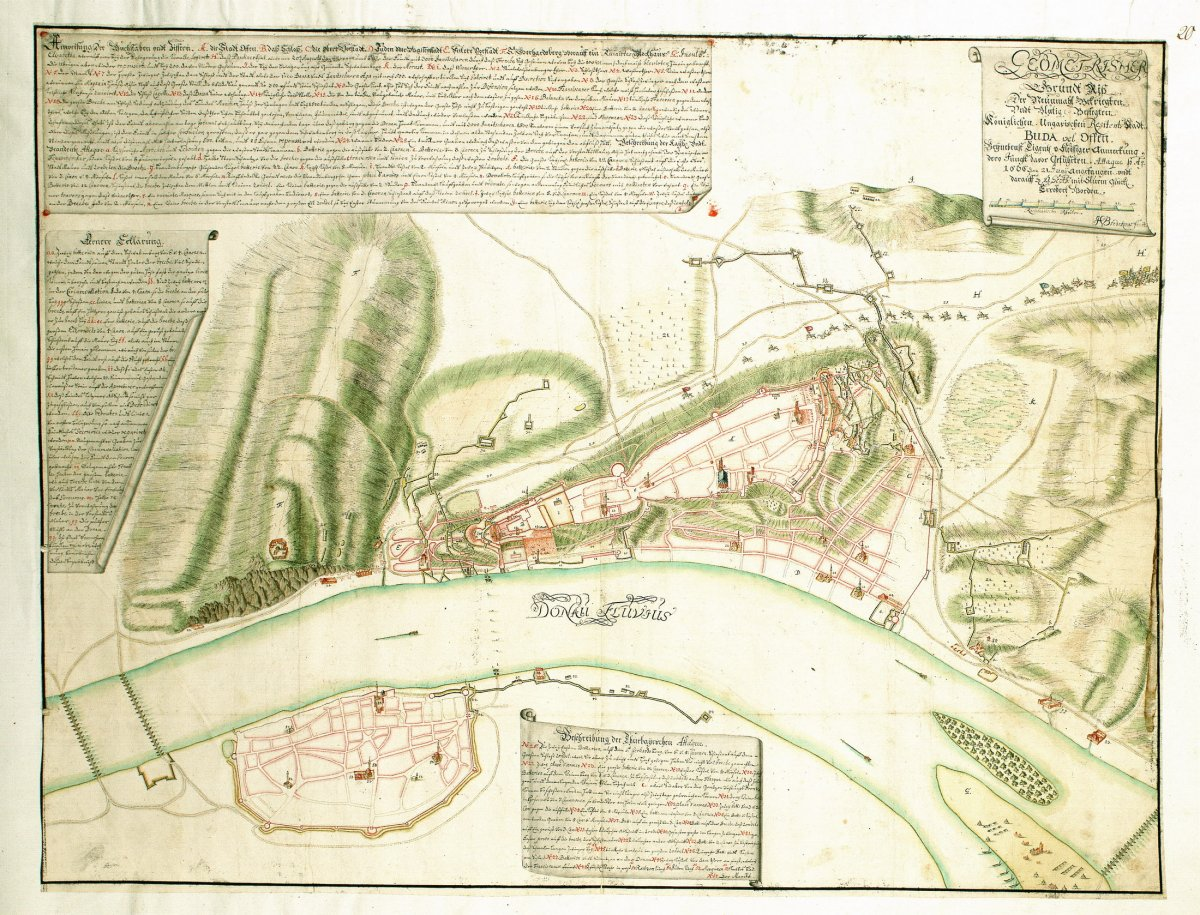
Ostromművek Buda és Pest körül 1686-ban

#### Buda visszavívása
1686-ban a Szent Ligához csatlakozott Oroszország, Bajorország, Litvánia, Szászország és Brandenburg. XIV. Lajos megígérte a pápának, hogy a hadjárat folyamán nem támadja hátba a Habsburg Birodalmat. Az 1684-es ostrom kudarcát értékelve a Haditanács határozatba tette, hogy Buda vára nem menetből kifüstölhető „fészek”, hanem „erősség”, amely szabályos ostromtervet és jól szervezett hadműveletet igényel.

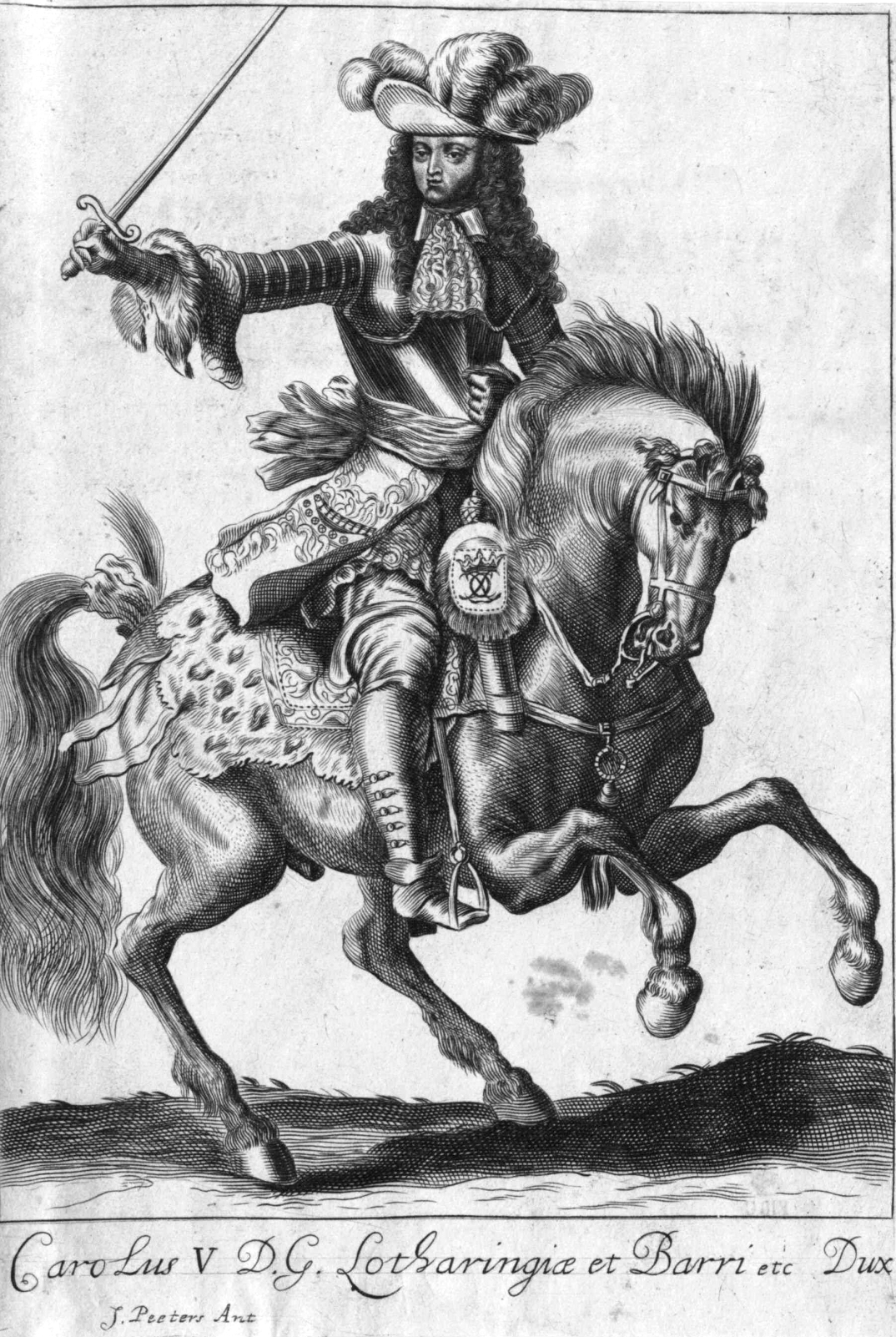
Károly lotaringiai herceg, császári fővezér

Két év felkészülés után 1686 tavaszán Károly herceg, II. Miksa bajor választófejedelem, Savoyai Jenő herceg, Badeni Lajos őrgróf és szövetségeseik másodszor is megindultak Buda elfoglalására, ezúttal kétszerte erősebb, 74 000 főnyi hadsereggel. Miksa csapatai június 17-én elfoglalták Pest városát, táborukat a Gellért-hegy déli lábánál rendezték be. Károly herceg csapatai Óbuda felől vonultak fel. A várat és a vízivárost körülvették, szabályos ostromműveket építettek ki. A hadműveleti terület köré külső védősáncot (circumvallatio) húztak fel, az ostromló haderő saját oltalmára, külső támadás ellen. Június közepén kezdték meg a várfalak rendszeres ágyúzását. Augusztus közepén egy török felmentő sereg érkezett, ezzel a császáriak Érd környékén megütköztek és elűzték. A várat védő Abdurrahmán Abdi Arnaut pasa elmulasztotta a közös ellentámadást.
A két és fél hónapon át szívósan, és nagy erőkkel folytatott ostromműveletek után 1686. szeptember 2-án Károly herceg elrendelte az általános rohamot. A két irányból (a Vár északi és déli bástyai ellen) meginduló támadás sikerrel járt, elsőként magyar hajdúk hatoltak fel a bástyafokra. A védők parancsnoka, az idős Abdurrahman pasa elesett a közelharcban. Az erődöt bevették, a török lakosságot rabszolgasorba vetették vagy elüldözték. A visszavonuló török felmentő had nyomán haladó császáriak szeptember 23-án elfoglalták Simontornyát, majd Pécset, október 30-án Siklóst, a keleti hadsereg november 12-én elfoglalta Kolozsvárt.

#### Magyarország felszabadítása
Buda visszafoglalása után sor kerülhetett Magyarország teljes területének visszafoglalására és Erdély meghódítására. 1687 áprilisában a bécsi Haditanács déli irányú támadást határozott el. Károly herceg fővezér a 40 000 főnyi főerővel a Duna mentén Eszékig vonult, egy második, 20 000 főnyi hadsereg, Miksa Emánuel bajor választófejedelem (1662–1726) parancsnoksága alatt eközben Szolnokról a Tisza mentén Pétervárad felé menetelt. Július közepén a két sereg a Dunánál találkozott. A 60 000 főnyi oszmán haderő, Szulejmán pasa nagyvezír parancsnoksága alatt Eszékről kiindulva átkelt a Dráván, és megtámadta a Mohács környékére visszavonult császári haderőt. Rossz hadvezéri döntése azonban lehetővé tette a császáriak általános ellentámadását. Augusztus 12-én a nagyharsányi csatában (amelyet második mohácsi csatának is neveznek) a Károly herceg, Badeni Lajos őrgróf, Miksa Emánuel választófejedelem és Savoyai Jenő herceg vezette csapatok megsemmisítő vereséget mértek a török hadra. A vereség politikai bomlást idézett elő az Oszmán Birodalomban, IV. Mehmet szultán kivégeztette Szulejmán nagyvezírt, de a lázadók őt magát is megbuktatták és börtönbe vetették. Helyére öccse, II. Szulejmán került.

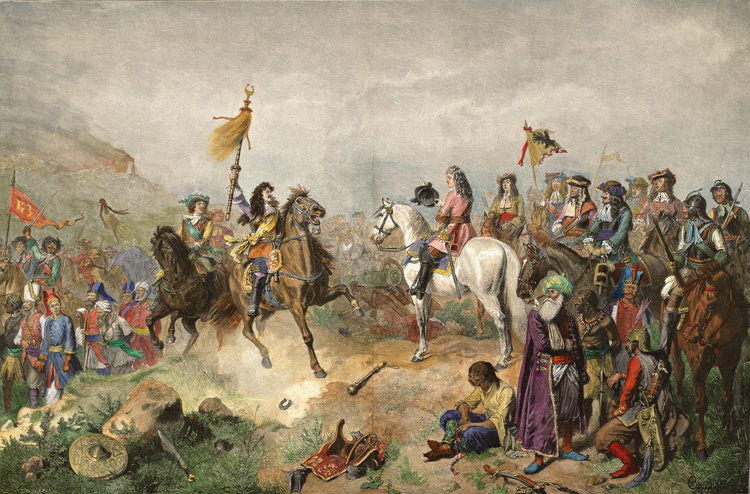
A „második mohácsi csata” 1687. augusztus 12-én

Az Oszmán Birodalom megingását kihasználva Károly herceg csapatai Magyarország nagy területeit hódították meg. Bevették Eszéket, Valpót, Péterváradot, Károlyvárost,  Pozsegát, Várpalotát és Egert. Császári ellenőrzés alá vonták Szlavóniát és az egész Erdélyi Fejedelemséget. Károly herceg Balázsfalván aláírta a balázsfalvi paktumot, amelyben I. Apafi Mihály fejedelem önállóságának fenntartása fejében kötelezte magát a császári sereg ellátására. Károly garantálta Erdély önállóságát és II. Apafi Mihály örökösödési jogát, ám a paktumot Bécsben nem ismerték el. Magyarországon megbukott a törökbarát politikai irányzat. A pozsonyi magyar országgyűlésen a magyar nemesség lemondott szabad királyválasztási jogáról és az Aranybulla ellenállási záradékáról. Törvénybe iktatta a Habsburg-ház örökös trónutódlási jogát, és 1687. december 9-én I. Lipót császár fiát I. József néven magyar királlyá koronázták. A magyar nemzeti királyság örökös (értsd örökletes) Habsburg királysággá alakult.

### Utolsó évei
1688 májusában megbetegedett, és átadta a fővezérletet Miksa Emánuel bajor választónak, aki augusztusban megostromolta és szeptember 9-én elfoglalta Nándorfehérvárt, majd a kulcsfontosságú Szendrőt, és Galambócot. Sikerei nyomán XIV. Lajos felmondta az 1684-es fegyverszünetet, és csapatokat küldött a Pfalzi választófejedelemségbe. Az augsburgi liga hadat üzent, kitört a pfalzi örökösödési háború. A felgyógyult Lotaringiai Károly herceg ismét hadparancsnokként vonult a háborúba. 1689-ben jelentős haditette volt Mainz visszafoglalása. Betegsége azonban kiújult, és 1690. április 18-án a felső-ausztriai Welsben meghalt.
Voltaire feljegyezte, hogy Károly herceg halálhírének hallatán XIV. Lajos francia király kijelentette: „Aki ellenségeim közül a legnagyobb, legbölcsebb, és a legnagyszerűbb lelkű volt, immár halott.” Halála után Lotaringia címzetes hercegének címét fia, I. Lipót lotaringiai herceg örökölte, aki 1697-ben helyreállította családjának uralmát hercegségeikben, és ismét Lotaringia és Bar ténylegesen uralkodó hercege lett.

## Emlékezete
Carrarai márványból faragott életnagyságú szobrát felállították a Hadvezérek csarnokában, a bécsi Hadtörténeti Múzeumban.

## Művei
- Lotharingiai Károly hadinaplója Buda visszafoglalásáról 1686., sajtó alá rend., ford. Mollay Károly, tan. Nagy László, szerk. Kun József, Budapest: Zrínyi (1986). ISBN 9633263409